# Autobus Nr. 2
Autobus Nr. 2 ist eine deutsche Filmkomödie von 1929. Es handelt sich dabei um die letzte Stummfilminszenierung Max Macks.

## Handlung
Als der Busfahrer Fritz Marunge ein im Bus vergessenes Paket mit nach Hause nimmt, kommt es zu turbulenten Verwicklungen. Seine Frau Hanne öffnet das Paket und findet darin ein wunderschönes Kleid. Da es ihr fünfter Hochzeitstag ist, denkt sie, es sei für sie, und zieht es am selben Abend an. Vicky, die eigentliche Empfängerin des Kleides, sieht sie darin und hält sie prompt für eine Rivalin. Nach diverseren Verwicklungen inklusive einer Autobusjagd kann das Problem gelöst werden.

## Kritik
„Das Bestechendste an diesem Film ist die tiefe Publikumskenntnis, die jede Einzelheit dieses ausgezeichnet gemachten Films bestimmt hat. Hier ist alles, was im Kino verlangt wird: die Frau aus dem Volke, die aus einem albernen Zufall für eine halbe Stunde vornehme Dame wird, die diesen kurzen Traum fast mit ihrem Lebensglück bezahlt und schließlich doch bei einem happy end anlangt, weil eine amüsant-geschickte Verwicklung es will. Der Beifall war groß und rechtmäßig und er wird sich noch in dem Maße steigern, als das Publikum weniger um künstlerischer Erhebung willen als um der angenehmen Unterhaltung willen in das Kino geht.“

„Die Terra zeigt ihr erstes selbständiges Bild der neuen Ära: eine mit allen äußeren Zeichen des Erfolges ausgestattete Uraufführung. Langer, anhaltender Schlußbeifall für Lee Parry, für Max Mack. Zum Start hat man auf ein abgewogenes, nach allen Seiten bedachtes Werk Wert gelegt, nicht zu kühn, nicht zu feige; sauber angerichtet, mit einem Blick auf die Straße des Lebens und mit Wunsch nach handfester Dramatik.“

## Produktionsnotizen
Die Dreharbeiten fanden im Juni und Juli 1929 im Terra-Glashaus in Berlin-Marienfelde statt, die Außenaufnahmen entstanden auf der Autobusstrecke Halensee-Landsberger Allee. Die Filmbauten entwarfen Stefan Welcke und Bruno Lutz. Produziert wurde Autobus Nr. 2 von der Terra-Film AG (Berlin), den Erstverleih übernahm Terra-United Artists (Berlin). Ein weiterer Verleiher war die Transit Film GmbH München. Der Stummfilm hatte eine Länge von sieben Akten auf 2347 Metern, ca. 87 Minuten. Die Reichsfilmzensur erließ am 13. August 1929 ein Jugendverbot (Nr. 23148). Die Uraufführung war am 15. August 1929 im Mozartsaal Berlin.